# Josep Maria Madern i Sostres
Josep Maria Madern i Sostres   (Cervera, 1926 - Barcelona, 17 d'abril de 2012) fou un escriptor català.
Va cursar estudis de filosofia i lletres i es va dedicar al món del periodisme. L’any 1955 contragué matrimoni amb l’actriu i locutora de ràdio Pilar Minguell, de Tàrrega. Al llarg de la seva trajectòria professional, treballà com a periodista a Ràdio Joventut de Saragossa, des d'on és traslladà a Radio Lleida, i des del 1957 fins a la dècada del 1980, desenvolupà la seva tasca a París.
La seva obra literària es va centrar principalment en la narrativa, que va iniciar amb el recull de contes La gàbia i altres gàbies (1986). Posteriorment, publicà títols destacats com La pell de l'home (1987, premi Marià Vayreda), L'intrús (1989), Algun dia anirem a Bombai (Pagès Editors, 1996), L'escenari (1997), El vent de la memòria (1998), Una felicitat particular (Pagès Editors, 2000), La por de l'amor (Pagès Editors, 2001), La línia negra (Pagès Editors, 2001), Sol a mitjanit (Pagès Editors, 2003), La vida dels somnis (2007),La Dama Negra (Pagès Editors, 2009), Els colors de la vida (Pagès Editors, 2009), Flors de nit' i Cent contes d'aquest costat de món (Pagès Editors, 2011). També va publicar tres novel·les: Els assassins ingenus (1987), La nit de la basarda (Pagès Editors, 1997) i La veu de l'home (1998). En el camp del teatre, signà l'obra Els ninots (1996).